# Ramón Aveledo Hostos
Ramón Expeditio Aveledo Hostos (* 4. Juli 1921 in Maiquetía, La Guaira; † 21. November 2002 in Caracas) meist Ramón Aveledo Hostos, war ein venezolanischer Ornithologe und Naturschützer.

## Leben und Wirken
Aveledo Hostos wurde am 30. Oktober 1921 in der Iglesia San Sebastian de Maiquetia getauft. Sein Vater hieß Ramon Maximo Aveledo und seine Mutter Maria de Jesus Hostos. Sein älterer Bruder war General Francisco Ramón Aveledo Hostos (1902–1984). Er besuchte zunächst das Primaria Colegio La Salle, dann das Liceo Andres Bello und schließlich das Colegio Atenas. Mit gerade 19 Jahren begann 1940 seine wissenschaftliche Karriere als stellvertretender Kurator der Colección Ornitológica Phelps, die sich damals in der Avenida Paez im Stadtviertel El Paraiso in Caracas befand. 1943 übernahm er zusätzlich die Position des Kurators beim Museo de Ciencias Naturales. Als Kurator war er 55 Jahre für den Erhalt, die Katalogisierung und Erstellung von Karten für die Sammlung von William Henry Phelps und dessen Sohn William Henry Phelps, Jr. zuständig. Seine ausgezeichneten Leistungen führten dazu, dass er praktisch als rechte Hand von Phelps agierte und mit diesem Forschungsreisen ins Landesinnere unternahm, um abgelegenere und weniger erforschte Gebiete zu besuchen. Hier lernte er die Kunst der Tierpräparation sowie die Klassifikation von Familien, Gattungen und Arten kennen. Bald erwarb er sich den Ruf, der erste professionelle Ornithologe, der aus Venezuela stammte, zu sein.
Im Jahr 1957 wurde er durch Mehrheitsbeschluss zum Präsidenten der Sociedad Venezolana de Ciencias Naturales ernannt, eine Position, die er bis zu seinem Tod 45 Jahre später innehatte. Als deren Präsident startete er eine Initiative zur Wahl des Orangetrupials (Icterus icterus) zum Nationalvogel Venezuelas. In seiner langen Karriere führte er u. a. Expeditionen an den Río Guasare und auf das Archipiélago Los Monjes. Außerdem organisierte er die Versammlungen der panamerikanischen Sektion des Internationalen Rates für Vogelschutz (heute: BirdLife International), das Forum für Meereslebewesen und eine nationale Orchideenausstellung. Auf seine Initiative wurde der "W. H. Phelps"-Preis zur Verbreitung von Wissenschaften und andere Themen erschaffen und er setzte sich für die Förderung und Schaffung des Premio Nacional de Conservación (nationaler Preis für Naturschutz) und des Henri Pittier-Ordens ein. Zudem war Aveledo Hostos Direktor des Parque del Este in Caracas und setzte sich für den Schutz des Valenciasees ein.
Neben den erwähnten Aktivitäten war ihm die Verbreitung von Bildung ein hohes Anliegen. Besorgt über den Mangel an Studien- und Forschungszentren und die damit verbundenen Probleme auf allen Ebenen, gründete er 1963 zusammen mit Francisco Tamayo Yepes die Estación Biológica de los Llanos en Calabozo (biologische Forschungsstation der Llanos in Calabozo). Viele Forscher und Studenten aus dem ganzen Land haben die Einrichtungen dieser Station für ihre Studien genutzt. Sie diente als Basis für die Veröffentlichung von mehr als einhundert wissenschaftlichen Arbeiten über diese ausgedehnte Flachlandregion. Später, im Jahr 1991, gründete Aveledo Hostos das Umweltforschungs- und Bildungszentrum "Ricardo Montilla" in Acarigua. Dieses ehrgeizigste Umweltbildungsprojekt des Landes initiierte Aveledo Hostos aus seiner Überzeugung heraus, dass Bildung ein wichtiger Schlüssel für die Lösung vieler Probleme im Land wäre.

## Mitgliedschaften
Neben der Mitgliedschaft in der Sociedad Venezolana de Ciencias Naturales war er Mitglied der Asociación Nacional para la Defenza de la Naturaleza. Dazu engagierte er sich in der Kommission zum Schutz der Flora und Fauna des Ministerio de Agricultura y Cría und der Kommission zum Schutz der natürlichen Ressourcen.

## Ehrungen
Für seine Verdienste für Wissenschaft und Umwelt erhielt er zahlreiche Ehrungen und Auszeichnungen. Hierzu gehörten:
- 1963 Andrés Bello-Orden verliehen durch Präsident Rómulo Betancourt
- 1970 Verleihung der Alexander-von-Humboldt-Medaille durch das deutsche Konsulat.
- 1982 Diego de Losada-Medaille verliehen durch den Bundeshauptstadtdistrikt Caracas.
- 1983 Verleihung des Henri Pittier-Ordens erster Klassen durch Präsident Luís Herrera Campíns.
- 1988 Auszeichnung mit der Día Mundial del Ambiente-Medaille verliehen durch die Guardia Nacional Bolivariana de Venezuela.
- 1989 Andrés Bello-Orden verliehen durch Präsident Jaime Lusinchi.

## Dedikationsnamen
William Henry Phelps und William Henry Phelps, Jr. benannten 1946 die Streifenbrust-Dickichtschlüpfer-Unterart (Synallaxis cinnamomea aveledoi ) zu seinen Ehren.

## Erstbeschreibungen und Synonyme von Aveledo Hostos
Eine große Anzahl von Unterarten wurde durch ihn für die Wissenschaft neu beschriebenen. Dabei arbeitete er oft mit Pablo Mandazen Soto (1912–2011), auch Bruder Ginés genannt, Adolfo Pons Romero (1914–1982), William Henry Phelps, Jr. und Luis Antonio Pérez Chinchilla zusammen.

### Unterarten
Zu den Unterarten gehören chronologisch u. a.:
- Schwarzbrust-Gimpeltangare (Tiaris fuliginosus zuliae (Aveledo & Ginés, 1948))
- Dunenkopfpapagei (Pionus sordidus ponsi Aveledo & Ginés, 1950)
- Graubrust-Ameisendrossel  (Formicarius analis griseoventris Aveledo & Ginés, 1950)
- Braunbauch-Baumspäher (Xenops minutus olivaceus Aveledo & Pons, 1952)
- Däumlingssegler (Tachornis furcata nigrodorsalis (Aveledo & Pons, 1952))
- Einfarb-Zaunkönig (Cinnycerthia unirufa chakei Aveledo & Ginés, 1952)
- Einsiedlerzaunkönig (Henicorhina leucophrys manastarae Aveledo & Ginés, 1952)
- Gebirgsbekarde (Myiobius villosus schaeferi Aveledo & Pons, 1952)
- Goldschnabel-Musendrossel (Catharus aurantiirostris barbaritoi Aveledo & Ginés, 1952)
- Schwarzstirnwachtel (Odontophorus atrifrons navai Aveledo & Pons, 1952)
- Olivgrau-Ameisenvogel (Dysithamnus mentalis viridis Aveledo & Pons, 1952)
- Rostbrust-Ameisendrossel (Formicarius rufipectus lasallei Aveledo & Ginés, 1952)
- Olivmantelspecht (Colaptes rubiginosus deltanus (Aveledo & Ginés, 1953))
- Weißstirn-Kleintyrann (Phyllomyias zeledoni wetmorei (Aveledo & Pons, 1953))
- Olivrücken-Zwergspecht  (Picumnus olivaceus eisenmanni Phelps Jr & Aveledo, 1966)
- Orangetrupial  (Icterus icterus metae Phelps Jr & Aveledo, 1966)
- Morgenammer (Zonotrichia capensis perezchinchillorum (Phelps Jr & Aveledo, 1984))
- Tepuizaunkönig (Troglodytes rufulus marahuacae Phelps Jr & Aveledo, 1984)
- Blasskehl-Bündelnister (Phacellodomus inornatus castilloi Phelps Jr & Aveledo, 1987)
- Mangroveralle (Rallus longirostris dillonripleyi Phelps Jr & Aveledo, 1987)
- Schuppenzwergspecht (Picumnus squamulatus apurensis Phelps Jr & Aveledo, 1987)
- Schuppenzwergspecht (Picumnus squamulatus lovejoyi Phelps Jr & Aveledo, 1987)
- Grünbauchamazilie (Amazilia viridigaster laireti (Phelps Jr & Aveledo, 1988))
- Blaurücken-Bergtangare (Buthraupis montana venezuelana Aveledo & Pérez, 1989)
- Blaurücken-Spitzschnabel (Conirostrum sitticolor pallidum Aveledo & Pérez, 1989)
- Rotmantelspecht (Colaptes rivolii zuliensis (Aveledo & Pérez, 1989))
- Berg-Veilchenohrkolibri (Colibri cyanotus kerdeli Aveledo & Pérez, 1991)
- Amazonien-Breitschnabeltyrann (Rhynchocyclus olivaceus jelambianus Aveledo & Pérez, 1994)
- Corayazaunkönig (Pheugopedius coraya barrowcloughianus (Aveledo & Pérez, 1994))
- Graukehl-Waldsänger (Myiothlypis cinereicollis zuliensis (Aveledo & Pérez, 1994))
- Küstenkordilleren-Ameisenfänger (Drymophila klagesi aristeguietana Aveledo & Pérez, 1994)
- Schwarzohrkolibri (Adelomyia melanogenys debellardiana Aveledo & Pérez, 1994)
- Silberfleckentangare (Tangara nigroviridis lozanoana Aveledo & Pérez, 1994)
- Zimtzwergspecht (Picumnus cinnamomeus larensis Aveledo, 1998)

### Synonyme
In der Literatur finden sich gelegentlich folgende Synonyme von ihm, die früher als eigenständige Unterarten betrachtet wurden:
- Magdalenaameisenvogel (Sipia palliata (venezuelae) (Aveledo & Ginés, 1949))
- Graukehl-Laubwender (Sclerurus albigularis albigularis (kunanensis) Aveledo & Ginés, 1950)
- Pfauenkuckuck (Dromococcyx pavoninus (perijanus) Aveledo & Ginés, 1950)
- Zimtbinden-Laubtyrann (Pogonotriccus poecilotis (pifanoi) Aveledo & Pons, 1952)
- Samtbauchkolibri (Lafresnaya lafresnayi lafresnayi (tamae) Phelps Jr & Aveledo, 1987)
- Zebraameisenwürger (Cymbilaimus lineatus lineatus (brangeri) Aveledo & Pérez, 1991)
- Gelbbauchorganist (Euphonia xanthogaster badissima (lecroyana) Aveledo & Pérez, 1994)
- Grünfischer (Chloroceryle americana americana (bottomeana) Aveledo & Pérez, 1994)
- Rötelkuckuck (Coccycua minuta minuta (barinensis) (Aveledo & Pérez, 1994))

## Publikationen (Auswahl)
- Alberto Fernández Yépez, Ramón Aveledo Hostos: Orden trogoniformes y sus representantes en Venezuela. In: Memoria de la Fundación La Salle de Ciencias Naturales. Nr. 3, 1943, S. 25–31 (spanisch, flasa.msinfo.info [PDF]).
- Ramón Aveledo Hostos: Observaciones sobre la nidificación de tres especies de aves Venezolanas. In: Memoria de la Fundación La Salle de Ciencias Naturales. Nr. 6, 1946, S. 208–211 (spanisch, flasa.msinfo.info [PDF]).
- Pablo Mandazen Soto (Bruder Ginés), Ramón Aveledo Hostos: Las aves del valle de Cariaco. In: Memoria de la Fundación La Salle de Ciencias Naturales. Nr. 6, 1947, S. 292–311 (spanisch, flasa.msinfo.info [PDF]).
- Ramón Aveledo Hostos: Ave migratoria que se encuentra por primera vez en Venezuela. In: Memoria de la Fundación La Salle de Ciencias Naturales. Nr. 6, 1947, S. 312–314 (spanisch, flasa.msinfo.info [PDF]).
- Ramón Aveledo Hostos: Los nidos de nuestras aves y la importancia de su estudio. In: Memoria de la Fundación La Salle de Ciencias Naturales. Nr. 18, 1947, S. 49–56 (spanisch).
- Pablo Mandazen Soto (Bruder Ginés), Ramón Aveledo Hostos: Contribución a la ornitología venezolana - Ave nueva de Venezuela. In: Memoria de la Fundación La Salle de Ciencias Naturales. Nr. 8, 1948, S. 107–108 (spanisch, flasa.msinfo.info [PDF]).
- Luis Manuel Carbonell Parra, Sergio Arias C., Ramón Aveledo Hostos: Contribución al conocimiento de los moluscos de Tacarigua. In: Memoria de la Fundación La Salle de Ciencias Naturales. Nr. 9, 1949, S. 223–236 (spanisch).
- Ramón Aveledo Hostos, Pablo Mandazen Soto (Bruder Ginés): Descripción de cuatro aves nuevas para Venezuela. In: Memoria de la Fundación La Salle de Ciencias Naturales. Nr. 26, 1950, S. 59–71 (spanisch).
- Ramón Aveledo Hostos, Pablo Mandazen Soto (Bruder Ginés): Seis aves nuevas para la avifauna venezolana. In: Novedades Científicas, Contribuciones Ocasionales Museo Historia Natural La Salle (= Serie Zoológica). Nr. 4, 1951, ZDB-ID 920148-8, S. 1–5 (spanisch).
- Ramón Aveledo Hostos, Pablo Mandazen Soto (Bruder Ginés): Cuatro aves nuevas y dos extensiones de distribucion para Venezuela, de Perija. In: Novedades Científicas, Contribuciones Ocasionales Museo Historia Natural La Salle (= Serie Zoológica). Nr. 6, 1952, ZDB-ID 920148-8, S. 1–15 (spanisch).
- Ramón Aveledo Hostos, Adolfo Pons Romero: Aves nuevas y extenciones de distribución a Venezuela. In: Novedades Científicas, Contribuciones Ocasionales Museo Historia Natural La Salle (= Serie Zoológica). Nr. 7, 1952, S. 1–25.
- Bruder Ginés,  Ramón Aveledo Hostos, Adolfo Pons, Gerardo Yépez Tamayo, Ricardo Muñóz Tebar: Lista y comentario de las aves colectadas en la región. Perijá. In: Memoria de la Fundación La Salle de Ciencias Naturales. Nr. 13, 1953, S. 145–202 (spanisch, flasa.msinfo.info [PDF]).
- Ramón Aveledo Hostos, Adolfo Pons Romero: Un ave nueva de la región de Perijá. In: Memoria de la Fundación La Salle de Ciencias Naturales. Nr. 13, 1953, S. 203–204 (spanisch).
- Ramón Aveledo Hostos: Un tucusito nuevo para Venezuela. Trochilidae. In: Memoria de la Fundación La Salle de Ciencias Naturales. Nr. 15, 1955, S. 45–47 (spanisch, flasa.msinfo.info [PDF]).
- Ramón Aveledo Hostos: Aves de la región del Río Guasare. In: Boletín de la Sociedad Venezolana de Ciencias Naturales. Band 18, Nr. ??, 1957, S. 73–100.
- Pablo Mandazen Soto (Bruder Ginés), Ramón Aveledo Hostos: Aves de Caza de Venezuela. Editorial Sucre, Caracas 1958 (books.google.de).
- Ramón Aveledo Hostos: Lista de las aves coleccionadas en la Estación Biologica de los Andes. In: Boletín de la Sociedad Venezolana de Ciencias Naturales. Band 22, Nr. ??, 1961, S. 213–225.
- Ramón Aveledo Hostos: Especie de la Familia Caprimulgidae nuevo para la avifauna de Venezuela. In: Boletín de la Sociedad Venezolana de Ciencias Naturales. Band 23, Nr. ??, 1963, S. 245–246.
- Ramón Aveledo Hostos: Contribución del Dr. William H. Phelps a la ornitología venezolana. In: Boletín de la Sociedad Venezolana de Ciencias Naturales. Band 26, Nr. 110, 1966, S. 3–11.
- William Henry Phelps, Jr., Ramón Aveledo Hostos: A new subspecies of Icterus icterus and other notes on the birds of northern South America. In: American Museum novitates. Nr. 2270, 1966, S. 1–14 (digitallibrary.amnh.org [PDF; 3,4 MB]).
- William Henry Phelps, Jr., Ramón Aveledo Hostos: Dos nuevas subespecies de aves (Troglodytidae, Fringillidae) del Cerro Marahuaca, Territorio Amazonas, Venezuela. In: Boletín de la Sociedad Venezolana de Ciencias Naturales. Band 39, Nr. 142, 1984, S. 5–10 (fundacionwhphelps.org [PDF]).
- Ramón Aveledo Hostos: Phelpsia un nuevo género de aves dedicado a la familia Phelps. In: Boletín de la Sociedad Venezolana de Ciencias Naturales. Band 40, Nr. 143, 1986, S. 11–14.
- William Henry Phelps, Jr., Ramón Aveledo Hostos: Cinco nuevas subespecies de aves (Rallidae, Trochilidae, Picidae, Furnariidae) y tres extensiones de distribución para Venezuela´. In: Boletín de la Sociedad Venezolana de Ciencias Naturales. Band 41, Nr. 144, 1987, S. 7–26.
- William Henry Phelps, Jr., Ramón Aveledo Hostos: Una nueva subespecie de aves de la familia (Trochilidae) de la Serrania Tapirapeco, Territorio Amazonas, Venezuela. In: Boletín de la Sociedad Venezolana de Ciencias Naturales. Band 42, Nr. 145, 1988, S. 7–10.
- Ramón Aveledo Hostos, Luis Antonio Pérez Chinchilla: Tres nuevas subespecies de aves (Picidae, Parlidae y Thraupidae) de la Sierra de Perijá, Venezuela y lista hipotética para la avifauna Colombiana de Perjá. In: Boletín de la Sociedad Venezolana de Ciencias Naturales. Band 43, Nr. 146, 1989, S. 7–25.
- Ramón Aveledo Hostos, Luis Antonio Pérez Chinchilla: Dos nuevas subespecies de aves (Trochilidae y Formicariidae) de la region oriental y occidental de Venezuela. In: Boletín de la Sociedad Venezolana de Ciencias Naturales. Band 44, Nr. 147, 1991, S. 15–25.
- Ramón Aveledo Hostos, Luis Antonio Pérez Chinchilla: Descripción de nueve subespecies nuevas y comentarios sobre dos especies de aves de Venezuela. In: Boletín de la Sociedad Venezolana de Ciencias Naturales. Band 44, Nr. 148, 1994, S. 229–257.
- George Francis Barrowclough, Patricia Escalante-Pliego, Ramón Aveledo Hostos, Luis Antonio Pérez Chinchilla: An annotated list of the birds of the Cerro Tamacuarí region, Serranía de Tapirapecó, Federal Territory of Amazonas, Venezuela. In: Bulletin of the British Ornithologists' Club. Band 115, Nr. 4, 1995, S. 211–219 (englisch, biodiversitylibrary.org).
- Ramón Aveledo Hostos: Nueva subspecies de la familia Picidae del estado Lara. In: Boletín de la Sociedad Venezolana de Ciencias Naturales. Band 46, Nr. 150, 1998, S. 3–7.